# Ishi
Ishi "persona" (1864 - 25 de març de 1916) fou el darrer indi yahi (subgrup dels yana). Amb la seva família, hagué d'amagar-se a la muntanya, i restà fugitiu des del 1871. Fou trobat casualment el 1911 a Oroville (Califòrnia), als peus de la muntanya Lassen. Des d'aleshores fins a la seva mort, va residir al museu d'Antropologia de la Universitat de Califòrnia. Allí va col·laborar amb els antropòlegs Kroeber i Waterman, que van codificar la seva llengua i recolliren els seus costums i llegendes. En morir de tuberculosi, Theodora Kroeber compongué Ishi in Two Worlds: A Biography of the Last Wild Indian in North America. El 1999, les seves despulles foren lliurades a membres de la tribu yana.

## Biografia

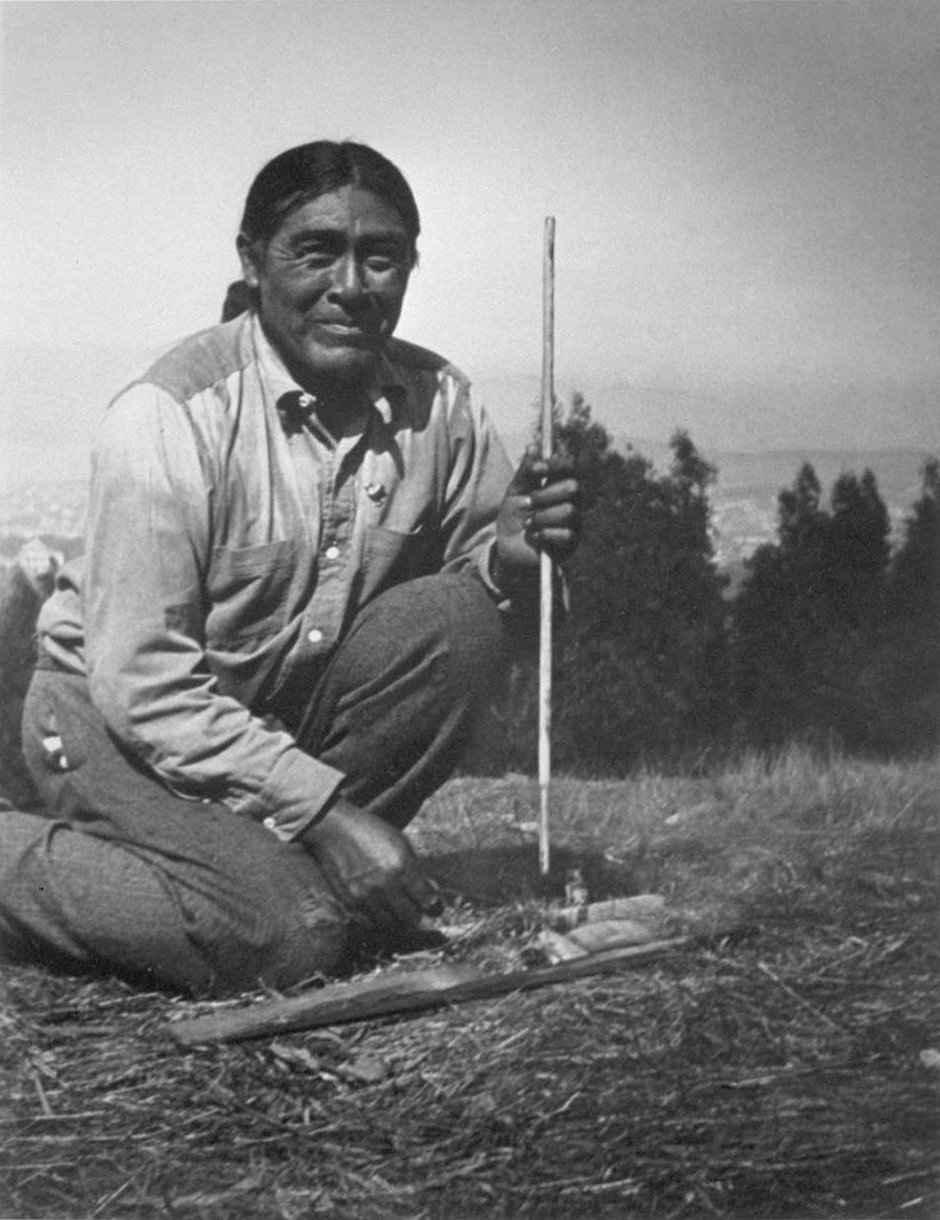
Ishi amb un instrument de foc, 1914, Parnassus Heights

El 1865, Ishi i la seva família van ser atacats en la massacre de Three Knolls, en què van morir 40 membres de la seva tribu. Encara que 33 yahi's van sobreviure i van escapar, els ramaders van matar a la meitat dels supervivents. Els últims supervivents, inclosos Ishi i la seva família, es van amagar durant els següents 44 anys. Es creia que la seva tribu s'havia extingit. Abans de la Febre de l'Or de Califòrnia de 1848-1855, la població Yahi ascendia a 404 persones a Califòrnia, però el total de Yana a la regió més àmplia era de 2.997.
La febre de l'or va atreure a desenes de milers de miners i colons al nord de Califòrnia, pressionant a les poblacions natives. Les mines d'or van malmetre els subministraments d'aigua, matant els peixos i provocant l'abandonament dels cérvols a la zona. Els colons van portar noves malalties infeccioses, com la verola i el xarampió. El poble Yana de nord es va extingir, mentre que les poblacions del centre i del sud (que més tard van formar part de la ranxeria Redding) i les poblacions Yahi van disminuir dràsticament. En 1865, els colons van atacar als Yahi mentre dormien.
A finals de 1908, un grup de topògrafs va donar amb el campament habitat per dos homes, una dona de mitjana edat i una dona gran. Aquests eren Ishi, el seu oncle, la seva germana menor i la seva mare, respectivament. Els tres primers van fugir, mentre que l'última es va amagar amb mantes per evitar ser detectada, ja que estava malalta i no podia fugir. Els topògrafs van saquejar el campament, i la mare de Ishi va morir poc després del seu retorn. La seva germana i el seu oncle mai van tornar.